# نهر لا فوا (كاليدونيا الجديدة)
نهر لا فوا هو نهر يقع في كاليدونيا الجديدة. تبلغ مساحة مستجمعه المائي 438 كيلومترًا مربعًا.  يتدفق نهر لا فوا إلى خليج تيريمبا على الساحل الجنوبي الغربي.